# Richard H. Wilkinson
Richard Herbert Wilkinson (* 1951 in England) ist ein amerikanischer Ägyptologe.
Richard H. Wilkinson besuchte die Schule in Harrogate und studierte zunächst an der University of Leeds. In den USA studierte er Ägyptologie und Vorderasiatische Altertumskunde an der University of Minnesota, u. a. bei Otto Schaden. 1984 erhielt er dort seinen M.A. mit der Arbeit The Horous names, the srh, and the circuit of the walls in ancient Egyptian kingship ideology  und wurde 1986 promoviert mit der Dissertation Mesopotamian Coronation and Accession Rites in the Neo-Sumerian and Early Old-Babylonian Periods C. 2100–1800 B.C. Er lehrte bis zu seinem Ruhestand 2013 als Professor an der University of Arizona im Tucson.
Richard H. Wilkinson ist vor allem als Archäologe in Ägypten tätig, insbesondere seit 1989 im Tal der Könige. Seit 2004 untersucht er den Grabtempel der Königin Tausret in Theben-West. Ein weiterer seiner Forschungsschwerpunkte ist die Erforschung der Beziehungen Ägyptens zu den benachbarten Regionen.

## Veröffentlichungen
- Reading Egyptian Art. A Hieroglyphic Guide to Ancient Egyptian Painting and Sculpture. London / New York 1992.
- Symbol and Magic in Egyptian Art. London / New York 1994.
- Valley of the Sun Kings. New Explorations in the Tombs of the Pharaohs. Tucson 1995.
- mit Nicholas Reeves: The Complete Valley of the Kings Tombs and Treasures of Egypt's Greatest Pharaohs. London / New York 1996.
  - deutsch: Das Tal der Könige. Geheimnisvolles Totenreich der Pharaonen. Econ, Düsseldorf 1997, ISBN 3-430-17664-6.
- The Complete Temples of Ancient Egypt. London / New York 2000.
  - deutsch: Die Welt der Tempel im alten Ägypten. Theiss, Stuttgart 2005, ISBN 3-8062-1975-3.
- The Complete Gods and Goddesses of Ancient Egypt. London / New York 2003.
  - deutsch: Die Welt der Götter im Alten Ägypten. Glaube, Macht, Mythologie. Theiss, Stuttgart 2003, ISBN 3-8062-1819-6.
- (Hrsg.): Egyptology Today. Cambridge University Press, Cambridge 2008, ISBN 978-0-521-86364-3.
- Egyptian Scarabs. Shire, Oxford 2008, ISBN 978-0-7478-0673-8.
- (Hrsg.): The Temple of Tausret. The University of Arizona Egyptian Expedition Excavations, 2004–2011. University of Arizona, Tucson 2011, ISBN 978-0-9832658-2-5.
- Tausret.  Forgotten Queen and Pharaoh of Egypt. Oxford University Press, Oxford u. a. 2012, ISBN 978-0-19-974011-6.
- mit Kent Weeks: The Oxford Handbook of the Valley of the Kings. Oxford University Press, 2015, ISBN 978-019-993163-7.